# Stellers Seekuh

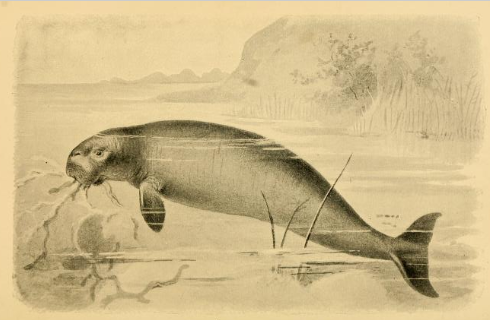
Zeichnung einer Stellerschen Seekuh (lange nach ihrem Aussterben angefertigt)

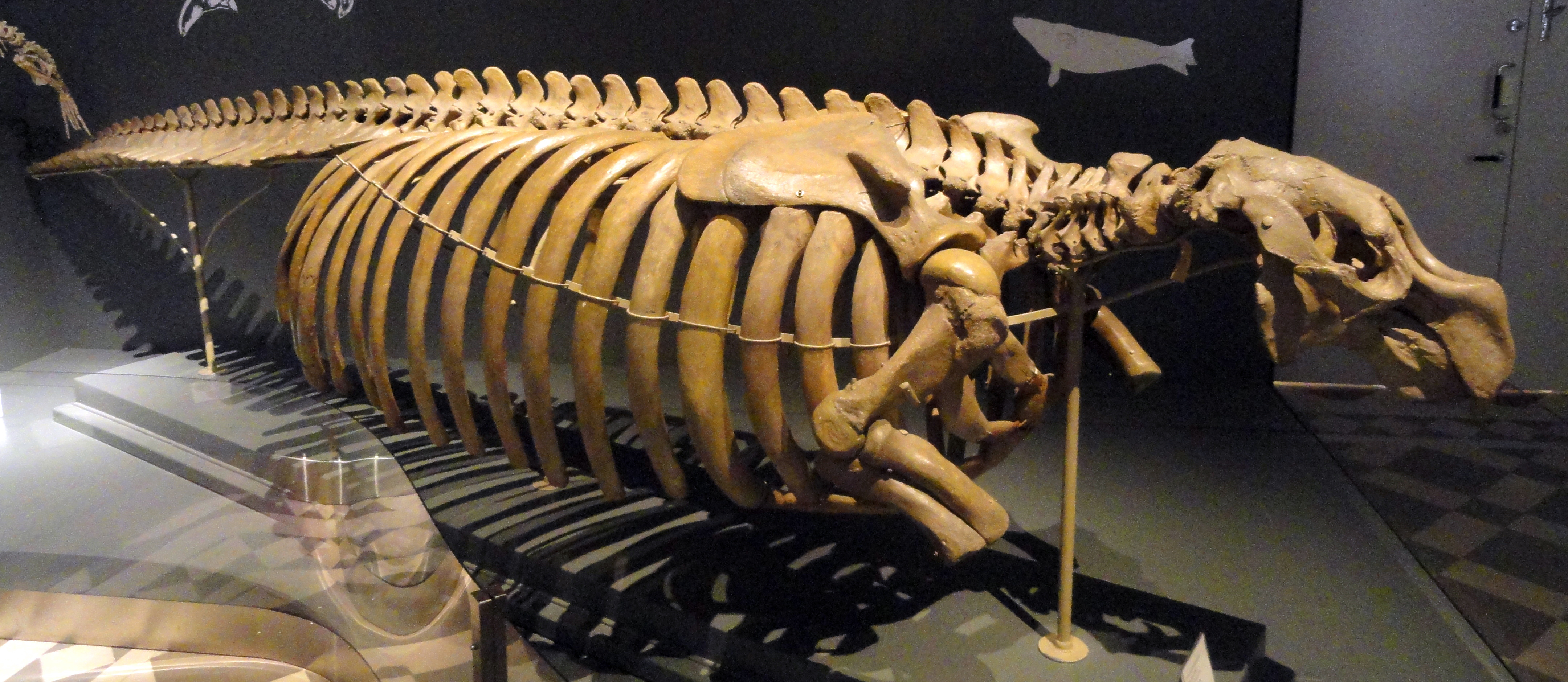
Skelett im Finnischen Naturkunde-Museum

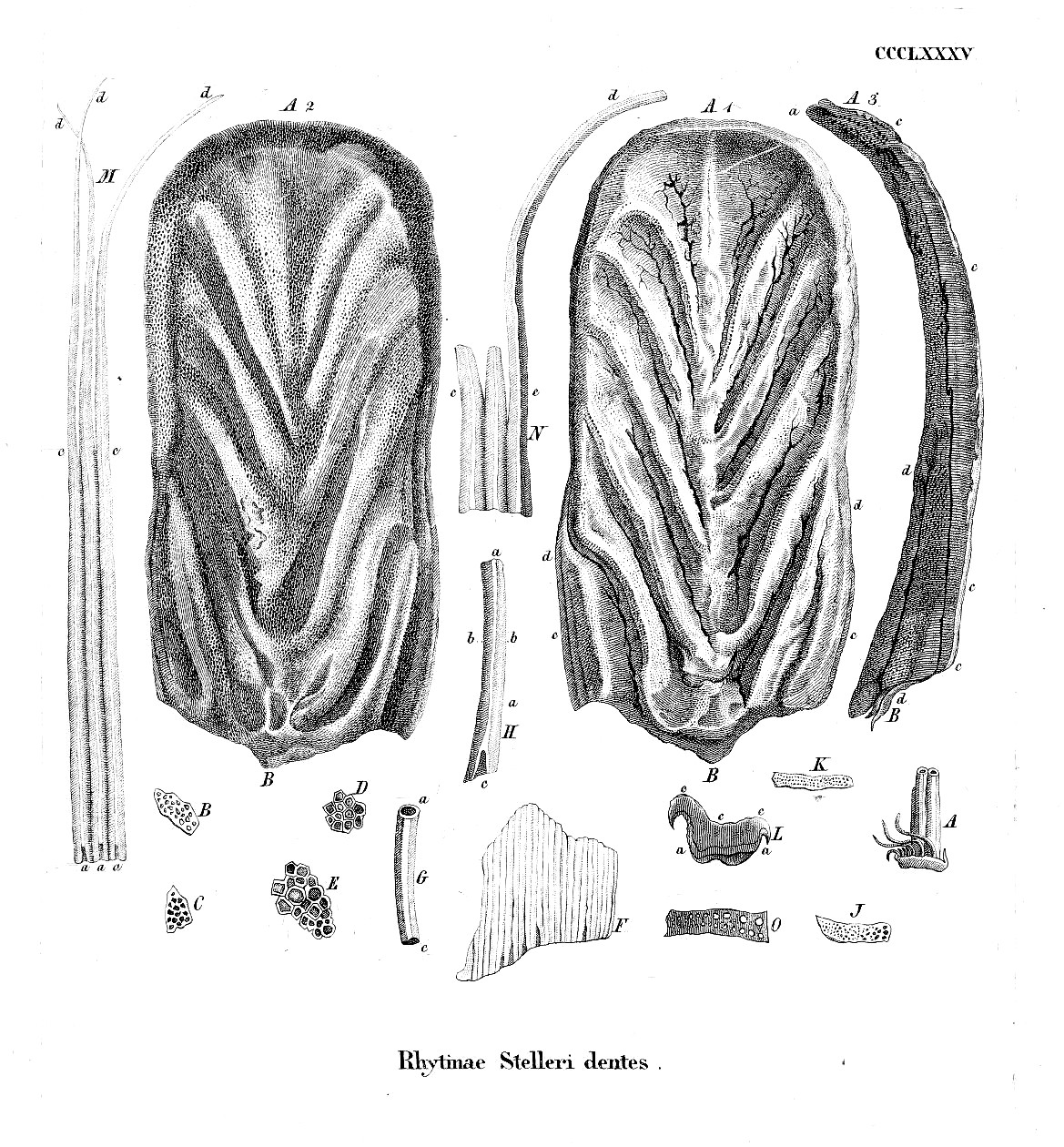
Bezahnung

Stellers Seekuh, Stellersche Seekuh oder Riesenseekuh (Hydrodamalis gigas), früher auch Borkentier genannt, ist eine ausgestorbene Seekuh des nördlichen Pazifiks.
Sie wurde 1741 vom deutschen Arzt und Naturwissenschaftler Georg Wilhelm Steller erstmals wissenschaftlich beschrieben, nachdem Steller sie auf einer Expedition unter Vitus Bering entdeckt hatte. Dabei war das Expeditionsschiff, die St. Peter, an der zu den Kommandeurinseln gehörenden und später nach dem Expeditionsleiter benannten Beringinsel vor Kamtschatka  gestrandet. Zu der Zeit gab es vermutlich nur noch etwa 2.000 Exemplare bei der Beringinsel und der benachbarten Kupferinsel. Das vermutlich letzte Tier der Art wurde zu Nahrungszwecken 1768 von Pelztierjägern bei der Beringinsel erschlagen.

## Merkmale
Heutige Kenntnisse beruhen auf den akribischen Beschreibungen Stellers und einer Reihe von Skeletten in verschiedenen Museen.
Die Stellersche Seekuh wurde bis 8 Meter lang und bis zu 10 Tonnen schwer. Die Zähne waren in Anpassung an die weiche Seetang-Nahrung völlig zurückgebildet; das Tier zerrieb den Tang zwischen zwei hornigen Kauplatten, mit denen der Gaumen ausgekleidet war.
Die Vorderarme endeten in verkümmerten Mittelhandknochen, Fingerknochen hatte die Stellersche Seekuh nicht mehr. Von den hinteren Extremitäten waren zwei verkümmerte Beckenknochen geblieben, vordere Ruderflossen waren dagegen vorhanden, gegenüber denen anderer Seekühe aber stark verkleinert.
Die Stellersche Seekuh hatte eine quergestellte, gegabelte Schwanzflosse von fast 2 Metern Breite. Die Haut war zum Schutz vor Verletzungen an Felsen und Eis mehrere Zentimeter dick, besaß aus Isolierungsgründen eine dicke Fettschicht und hatte eine rindenartige Konsistenz, daher auch der Name Borkentier. Die Farbe war dunkelbraun.
Nach Stellers Beschreibungen und heutigen Erkenntnissen scheint die Stellersche Seekuh eine geringe Reproduktionsrate gehabt zu haben, was ihre rasche Ausrottung beschleunigte.
Als einzige der in historischer Zeit lebenden Seekuharten war sie ein Bewohner von Kaltwasser. Im Beringmeer waren Algen die Nahrung der Stellerschen Seekuh.

## Evolution
Vermutlich als Folge einer Erdabkühlung (Känozoisches Eiszeitalter) vor rund 20 Millionen Jahren bildete sich ein Nebenzweig der Gabelschwanzseekühe heraus, die Hydrodamalinae. Im Miozän war die Gattung Dusisiren, die diese Unterfamilie repräsentierte, im Pazifik weit verbreitet. Aus dem Pliozän und Pleistozän sind drei Arten der Gattung Hydrodamalis bekannt, deren Entwicklung in der Stellerschen Seekuh endete.
Im Jahr 2022 wurde aus fossilen Knochenresten von insgesamt zwölf Individuen das Genom der Stellerschen Seekuh rekonstruiert. Es wurden u. a. Lipoxygenasen-Gene identifiziert, deren Fehlfunktion beim Menschen zur Ichthyose, einer Störung der Verhornung der obersten Hautschicht, führt. Bei der Seekuh waren ähnlich gebaute Gene ebenfalls für die – in diesem Fall funktionelle – Ausprägung der ungewöhnlich dicken, borkigen Oberhaut ursächlich.

## Verbreitung
Die Stellersche Seekuh bewohnte einst die Küsten des nördlichen Pazifiks von Mexiko über die Aleuten bis Nordjapan. Möglicherweise trieb sie die Bejagung durch Menschen an den unwirtlichen Rand ihres Lebensraums, wo sie nach der Entdeckung durch Berings Crew in nur 27 Jahren durch exzessive Bejagung ausgerottet wurde.

## Exponate

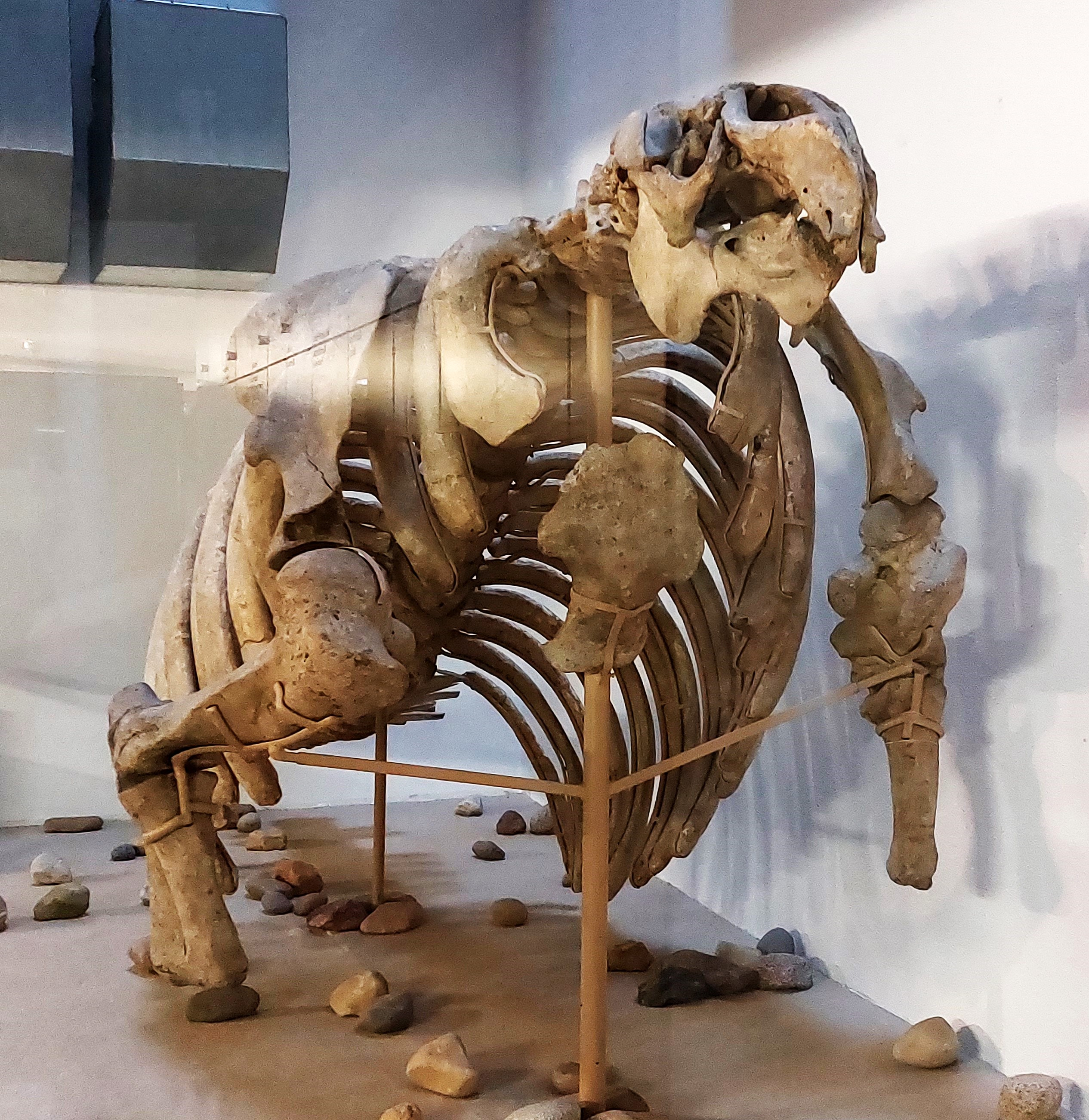
Skelett einer Stellerschen Seekuh in den Senckenberg Naturhistorischen Sammlungen Dresden

Während weltweit noch 27 Skelette existieren, sind nur zwei Hautstücke der Stellerschen Seekuh bekannt. Eines davon liegt im Zoologischen Museum St. Petersburg, ein anderes wird im Überseemuseum Bremen gezeigt. Skelette sind im deutschsprachigen Raum im Museum für Tierkunde in Dresden (auch ein Modell), im Naturhistorischen Museum in Braunschweig sowie im Naturhistorischen Museum in Wien zu sehen. Im Museum am Rosenstein in Stuttgart befinden sich ein Schädelabguss und ein kleines Modell. Das Hessische Landesmuseum Darmstadt und das Niedersächsische Landesmuseum Hannover besitzen jeweils einen Schädel. Abgüsse von Schädeln sind jeweils im Überseemuseum Bremen und im Senckenberg Naturmuseum in Frankfurt am Main ausgestellt. Auch das Museum Alzey hat im Rahmen der Ausstellung zu Seekühen des Tertiären Meers einen Abguss eines Schädels.

## Belege
1. ↑  Diana Le Duc et al.: Genomic basis for skin phenotype and cold adaptation in the extinct Steller’s sea cow. In: Science Advances. Band 8, Nr. 5, 2022, doi:10.1126/sciadv.abl6496.
Genom der Stellerschen Seekuh entschlüsselt. Auf: idw-online.de vom 8. Februar 2022.
2. ↑  3D-Scan mit Kurzinformationen beim Naturhistorischen Museum Wien
3. ↑  Hans Rothauscher: Stellers Seekuh in Museen. In: Die Stellersche Seekuh. Abgerufen am 29. Juli 2009.